# Cirrhoscyllium formosanum
Espèce
Répartition géographique
Statut de conservation UICN

 DD  : Données insuffisantes
Le Requin-carpette chien (Cirrhoscyllium formosanum) est une espèce d'orectolobiforme de la famille des parascyllidés. Il vit dans l'Océan Pacifique ouest, de 28 à 21° Nord et jusqu'à 110 m de fond. Il atteint 40 cm de long.